# Prioziorni (Volgograd)
|  | Per a altres significats, vegeu «Prioziorni». |

Prioziorni (en rus: Приозёрный) és un poble (un khútor) de l'óblast de Volgograd, a Rússia, segons el cens del 2010 tenia 199 habitants. Pertany al districte municipal de Pal·làssovka.